# بیندوی عزیزم
بیندوی عزیزم (به هندی: Meri Pyaari Bindu) فیلمی هندی در ژانر درام عاشقانه محصول ۲۰۱۷ به کارگردانی آکشی روی است. در این فیلم بازیگرانی همچون پرینیتی چوپرا، آیوشمان کورانا ایفای نقش کرده‌اند.
این فیلم اولین تجربه کارگردانی روی است که با نقدهای مثبتی رو به‌ رو شد؛ اما فروش خوبی را تجربه نکرد و در ۱۴ رشته برای جشنواره‌های مختلف نامزد شد که عمدتا برای موسیقی، ترانه سرایی، آهنگ سال و خواننده زن انتخاب می‌شد.

## خلاصه داستان
نویسنده معروف و پر فروش کتاب‌های ترسناک، آبهی مانیو روی (آیوشمان کورانا) می‌خواهد به درخواست طرفدارانش یک کتاب عاشقانه بنویسد حال بعد از گذشت سه سال نتوانسته ایده خوبی برای کتابش پیدا کند و از طرفی ناشرها سراغ پولی را که به او داده بودند می‌گیرند. در این بین پدر و مادرش تصمیم گرفته‌اند از هم جدا شوند و از او می‌خواهند که به خانه بیاید. آبهی با برگشت به خانه متوجه می‌شود این‌ها نقشه بوده تا او به خانه بازگردد و به درخواست والدینش قبول می‌کند چندروزی را بماند. وقتی با وسایلش به اتاق قدیمی خود می‌آید از پنجره اتاق، خانه دوست دوران کودکی‌اش بیندو (پرینیتی چوپرا) را می‌بیند و طبق عادت قدیمی از درخت بین خانه‌هایشان وارد اتاق بیندو می‌شود و در آنجا کاسِتی را پیدا می‌کند که خاطرات گذشته را برایش زنده می‌کند و تصمیم می‌گیرد داستان دوستی و عشق  خودش و بیندو را بنویسد.